# Saison 2004-2005 de l'Olympique de Marseille
Maillots
Chronologie
Saison précédente Saison suivante
L'Olympique de Marseille s'aligne pour la saison 2004-2005 en Ligue 1 Orange, en Coupe de France et en Coupe de la Ligue.

## Préparation d'avant-saison
L'Olympique de Marseille reprend l'entraînement début juillet 2004 avec José Anigo en tant qu'entraîneur principal.
Le groupe faisant les matchs de préparation est le suivant :
- Gardiens : Barthez, Carrasso, Gavanon
- Défenseurs : L. N'Diaye, Déhu, Ferreira, Ecker, Léo, Dos Santos, Abel, Ribault
- Milieux : Batlles, Hemdani, Cheyrou, Skacel, Olembé, Nasri, Yahiaoui, Camus, Racon, Merlin
- Attaquants : Marlet, Bamogo, Koke, Dahou, Begeorgi, Barry

## Faits marquants de la saison
La 7e place acquise lors de la précédente saison qualifie le club pour l'Europe, via la Coupe Intertoto. L'Olympique de Marseille exprime son refus de participer à cette coupe, pour cause de calendrier des matchs surchargé et ne participe donc à aucune campagne européenne.
Didier Drogba est transféré à Chelsea pour environ 37,5 M€, record du club olympien.
L'OM est 5e à la trêve hivernale et réalise une bonne première moitié de phase retour, avec une progression constante dans le classement, pour atteindre la 2e place durant cinq journées de championnat (J26-J30). Décroché par l'Olympique lyonnais dans la lutte au titre mais bien placé dans le sprint final pour la Ligue des champions, s'ensuit une série de neuf matchs sans victoires (J30-J38) où le club marseillais termine la saison, 5e du championnat, avec 55 points. L'Olympique de Marseille est qualifié la saison suivante pour la Coupe Intertoto.
Les Phocéens se font sortir dès leurs entrées en lice de la Coupe de France et de la Coupe de la Ligue.

## Systèmes de jeu
| \| Barthez Ferreira Beye Meïté Hemdani Lizarazu Costa Pedretti Bamogo Marlet Luyindula Entr. : Anigo \| Premier système de jeu utilisé · (5-2-3) |
| Barthez Ferreira Beye Meïté Hemdani Lizarazu Costa Pedretti Bamogo Marlet Luyindula Entr. : Anigo                                                |

| Barthez Ferreira Beye Meïté Hemdani Lizarazu Costa Pedretti Bamogo Marlet Luyindula Entr. : Anigo |

| \| Barthez Beye Déhu Meïté Pedretti S. N'Diaye Costa Olembé Nasri Marlet Luyindula Entr. : Troussier \| Deuxième système de jeu utilisé · (3-4-1-2) |
| Barthez Beye Déhu Meïté Pedretti S. N'Diaye Costa Olembé Nasri Marlet Luyindula Entr. : Troussier                                                   |

| Barthez Beye Déhu Meïté Pedretti S. N'Diaye Costa Olembé Nasri Marlet Luyindula Entr. : Troussier |

## Les rencontres de la saison

### Ligue 1 Orange
| Journée | Date                       | Horaire | Adversaire               | Lieu                                    | Score | Buteurs de l'OM                        | Class. | Ecart de points avec le leader / 2e | Public |
| ------- | -------------------------- | ------- | ------------------------ | --------------------------------------- | ----- | -------------------------------------- | ------ | ----------------------------------- | ------ |
| 1       | Samedi 7 août 2004         | 20 H    | FC Girondins de Bordeaux | Stade Vélodrome                         | 1 - 0 | Batlles 94e                            | 5e     | - 0                                 | 56 196 |
| 2       | Dimanche 15 août 2004      | 21 H    | Lille OSC Métropole      | Stade Vélodrome                         | 3 - 0 | Bamogo 39e, Marlet 90e, Costa 90+3e    | 1er    | + 0                                 | 55 689 |
| 3       | Samedi 21 août 2004        | 17 H 15 | OGC Nice                 | Stade Léo-Lagrange                      | 1 - 1 | Pedretti 47e                           | 3e     | - 0                                 | 15 187 |
| 4       | Samedi 28 août 2004        | 20 H    | FC Metz                  | Stade Vélodrome                         | 1 - 3 | Luyindula 27e                          | 8e     | - 3                                 | 55 490 |
| 5       | Dimanche 12 septembre 2004 | 21 H    | FC Sochaux-Montbéliard   | Stade Auguste-Bonal                     | 2 - 0 | -                                      | 10e    | - 4                                 | 19 934 |
| 6       | Samedi 18 septembre 2004   | 20 H    | Toulouse FC              | Stade Vélodrome                         | 1 - 0 | Luyindula 35e                          | 7e     | - 3                                 | 54 425 |
| 7       | Mercredi 22 septembre 2004 | 18 H    | Stade Rennais FC         | Stade de la route de Lorient            | 1 - 0 | -                                      | 11e    | - 6                                 | 26 264 |
| 8       | Samedi 25 septembre 2004   | 20 H    | SC Bastia                | Stade Vélodrome                         | 1 - 0 | Batlles 79e                            | 6e     | - 4                                 | 50 753 |
| 9       | Samedi 2 octobre 2004      | 17 H 15 | FC Istres OP             | Stade des Costières                     | 0 - 2 | Bamogo 16e, N'Diaye 48e                | 5e     | - 3                                 | 13 614 |
| 10      | Dimanche 17 octobre 2004   | 21 H    | AS Saint-Étienne         | Stade Vélodrome                         | 1 - 1 | Koke 94e                               | 5e     | - 5                                 | 55 095 |
| 11      | Dimanche 24 octobre 2004   | 21 H    | RC Lens                  | Stade Félix Bollaert                    | 0 - 0 | -                                      | 5e     | - 5                                 | 40 281 |
| 12      | Vendredi 29 octobre 2004   | 21 H    | AS Monaco FC             | Stade Vélodrome                         | 1 - 1 | Koke 20e                               | 5e     | - 7                                 | 55 780 |
| 13      | Dimanche 7 novembre 2004   | 21 H    | Paris Saint-Germain FC   | Parc des Princes                        | 2 - 1 | Batlles 42e                            | 6e     | - 10                                | 43 131 |
| 14      | Samedi 13 novembre 2004    | 20 H    | RC Strasbourg            | Stade Vélodrome                         | 2 - 0 | Bamogo 53e, Koke 69e                   | 6e     | - 10                                | 49 754 |
| 15      | Samedi 20 novembre 2004    | 20 H    | AC Ajaccio               | Stade François-Coty                     | 2 - 0 | -                                      | 7e     | - 11                                | 4 156  |
| 16      | Samedi 27 novembre 2004    | 20 H    | FC Nantes Atlantique     | Stade Vélodrome                         | 3 - 1 | Meïté 15e, Fiorèse 21e, Marlet 91e     | 5e     | - 11                                | 50 124 |
| 17      | Samedi 4 décembre 2004     | 20 H    | SM Caen                  | Stade Michel-d'Ornano                   | 2 - 3 | Bamogo 26e 49e, Koke 67e               | 3e     | - 9                                 | 20 972 |
| 18      | Samedi 11 décembre 2004    | 17 H 15 | AJ Auxerre               | Stade Vélodrome                         | 0 - 1 | -                                      | 5e     | - 10                                | 52 452 |
| 19      | Vendredi 17 décembre 2004  | 21 H    | Olympique lyonnais       | Stade de Gerland                        | 1 - 1 | Luyindula 3e                           | 5e     | - 10                                | 38 728 |
| 20      | Mardi 11 janvier 2005      | 21 H    | Lille OSC Métropole      | Stadium Nord                            | 1 - 2 | Marlet 2e, Nasri 22e                   | 5e     | - 10                                | 16 388 |
| 21      | Dimanche 16 janvier 2005   | 21 H    | OGC Nice                 | Stade Vélodrome                         | 2 - 0 | Luyindula 3e 15e                       | 5e     | - 10                                | 49 650 |
| 22      | Samedi 22 janvier 2005     | 17 H 15 | FC Metz                  | Stade Saint-Symphorien                  | 1 - 0 | Luyindula 25e                          | 5e     | - 7                                 | 25 908 |
| 23      | Mardi 25 janvier 2005      | 21 H    | FC Sochaux-Montbéliard   | Stade Vélodrome                         | 0 - 2 | -                                      | 5e     | - 10                                | 48 664 |
| 24      | Samedi 29 janvier 2005     | 20 H    | Toulouse FC              | Stadium                                 | 1 - 3 | Batlles 12e, Marlet 44e, Luyindula 80e | 5e     | - 8                                 | 35 767 |
| 25      | Samedi 5 février 2005      | 20 H    | Stade Rennais FC         | Stade Vélodrome                         | 3 - 1 | Cheyrou 35e, Batlles 42e, Marlet 52e   | 4e     | - 8                                 | 50 526 |
| 26      | Samedi 19 février 2005     | 20 H    | SC Bastia                | Stade Armand-Cesari                     | 0 - 1 | Pedretti 63e                           | 2e     | - 6                                 | 6 591  |
| 27      | Dimanche 27 février 2005   | 21 H    | FC Istres OP             | Stade Vélodrome                         | 1 - 1 | Batlles 56e                            | 2e     | - 8                                 | 48 766 |
| 28      | Dimanche 6 mars 2005       | 21 H    | AS Saint-Étienne         | Stade Geoffroy-Guichard                 | 2 - 0 | -                                      | 2e     | - 8                                 | 35 070 |
| 29      | Samedi 12 mars 2005        | 20 H    | RC Lens                  | Stade Vélodrome                         | 2 - 1 | Marlet 30e 73e                         | 2e     | - 8                                 | 54 350 |
| 30      | Dimanche 20 mars 2005      | 21 H    | AS Monaco FC             | Stade Louis-II                          | 2 - 1 | Meïté 54e                              | 2e     | - 11                                | 17 315 |
| 31      | Dimanche 3 avril 2005      | 21 H    | Paris Saint-Germain FC   | Stade Vélodrome                         | 1 - 1 | Batlles 75e                            | 3e     | - 13                                | 56 087 |
| 32      | Samedi 9 avril 2005        | 20 H    | RC Strasbourg            | Stade de la Meinau                      | 1 - 0 | -                                      | 4e     | - 14                                | 26 631 |
| 33      | Samedi 16 avril 2005       | 20 H    | AC Ajaccio               | Stade Vélodrome                         | 1 - 2 | Beye 59e                               | 4e     | - 14                                | 52 704 |
| 34      | Samedi 23 avril 2005       | 20 H    | FC Nantes Atlantique     | Stade de la Beaujoire - Louis Fonteneau | 2 - 2 | Pedretti 70e, Koke 83e                 | 4e     | - 16                                | 37 022 |
| 35      | Samedi 7 mai 2005          | 17 H 15 | SM Caen                  | Stade Vélodrome                         | 2 - 3 | Batlles 38e, Luyindula 67e             | 4e     | - 19                                | 53 386 |
| 36      | Samedi 14 mai 2005         | 20 H    | AJ Auxerre               | Stade de l'Abbé-Deschamps               | 0 - 0 | -                                      | 4e     | - 21                                | 21 227 |
| 37      | Samedi 21 mai 2005         | 20 H 45 | Olympique lyonnais       | Stade Vélodrome                         | 0 - 1 | -                                      | 5e     | - 24                                | 57 041 |
| 38      | Samedi 28 mai 2005         | 20 H    | FC Girondins de Bordeaux | Stade Chaban-Delmas                     | 3 - 3 | Luyindula 21e 90+3e, Fiorèse 26e       | 5e     | - 24                                | 32 712 |

### Coupe de France
| Date                  | Tour          | Adversaire      | Lieu            | Score | Buteurs de l'OM      | Public |
| --------------------- | ------------- | --------------- | --------------- | ----- | -------------------- | ------ |
| Samedi 8 janvier 2005 | 32e de finale | Angers SCO (L2) | Stade Vélodrome | 2 - 3 | Marlet 11e, Déhu 73e | 20 000 |

### Coupe de la Ligue
| Date             | Tour          | Adversaire             | Lieu            | Score | Buteurs de l'OM                 | Public |
| ---------------- | ------------- | ---------------------- | --------------- | ----- | ------------------------------- | ------ |
| 10 novembre 2004 | 16e de finale | Paris Saint-Germain FC | Stade Vélodrome | 2 - 3 | Pedretti 38e, Bamogo 41e (pen.) | 55 000 |

## Aspects juridiques et économiques

### Aspects juridiques

#### Organigramme
Le tableau ci-dessous présente l'organigramme de l'Olympique de Marseille pour la saison 2004-2005.
| Fonction                                       | Nom                                |
| ---------------------------------------------- | ---------------------------------- |
| Président du conseil de surveillance           | Mehdi El Glaoui                    |
| Président du directoire                        | Christophe Bouchet puis Pape Diouf |
| Directeur sportif                              | Pape Diouf                         |
| Responsable du recrutement                     | Etienne Mendy                      |
| Adjoint responsable du recrutement             | Christian Larièpe                  |
| Coordinateur sportif                           | Louis Vassallucci                  |
| Directeur administratif du centre de formation | Julien Fournier                    |
| Secrétaire général                             | Cédric Dufoix                      |

| Fonction                           | Nom                  |
| ---------------------------------- | -------------------- |
| Directeur de la sécurité           | Guy Cazadamont       |
| Président de l'association OM      | Jean-Pierre Foucault |
| Vice-président de l'association OM | Robert Nazarétian    |

## Statistiques

### Statistiques collectives
| Compétition       | Débute au tour | Place ou tour final | Première rencontre | Dernière rencontre | Nombre de matchs |
| Ligue 1           | -              | 5e                  | 7 août 2004        | 28 mai 2005        | 38               |
| Coupe de France   | 1/32 de finale | 1/32 de finale      | 5 janvier 2005     | 5 janvier 2005     | 1                |
| Coupe de la Ligue | 1/16 de finale | 1/16 de finale      | 10 novembre 2004   | 10 novembre 2004   | 1                |

### Statistiques buteurs
| Place   | Nom                  | Championnat de L1 | Coupe de France | Coupe de la Ligue | TOTAL des BUTS |
| 1       | Peguy Luyindula      | 10 buts           | -               | -                 | 10 buts        |
| 2       | Laurent Batlles      | 8 buts            | -               | -                 | 8 buts         |
| 2       | Steve Marlet         | 7 buts            | 1 but           | -                 | 8 buts         |
| 4       | Habib Bamogo         | 5 buts            | -               | 1 but             | 6 buts         |
| 5       | Koke                 | 5 buts            | -               | -                 | 5 buts         |
| 6       | Benoît Pedretti      | 3 buts            | -               | 1 but             | 4 buts         |
| 7       | Abdoulaye Meïté      | 2 buts            | -               | -                 | 2 buts         |
| 7       | Fabrice Fiorèse      | 2 buts            | -               | -                 | 2 buts         |
| 9       | Eduardo Costa        | 1 but             | -               | -                 | 1 but          |
| 9       | Sylvain N'Diaye      | 1 but             | -               | -                 | 1 but          |
| 9       | Samir Nasri          | 1 but             | -               | -                 | 1 but          |
| 9       | Bruno Cheyrou        | 1 but             | -               | -                 | 1 but          |
| 9       | Habib Beye           | 1 but             | -               | -                 | 1 but          |
| 9       | Frédéric Déhu        | -                 | 1 but           | -                 | 1 but          |
| Détails | 14 buteurs Olympiens | 47 buts           | 2 buts          | 2 buts            | 51 BUTS        |

### Statistiques collectives en Ligue 1 Orange
- Meilleur classement : 1er (J2)
- Pire classement : 11e (J7)
- Plus grand écart de points avec le 2e : + 0 (J2)
- Plus grand écart de points avec le leader : - 24 (J37-38)
- Plus grande série de victoires : 3 (J20 à 22 / J24 à 26)
- Plus grande série de matchs nuls : 3 (J10 à 12)
- Plus grande série de défaites : 2 (J4-5 / J32-33)
- Plus grande série de matchs sans défaite : 5 (J8 à 12)
- Plus grande série de matchs sans victoire : 9 (J30 à 38)
- Plus large victoire : 3-0 (contre Lille)
- Plus large défaite : 0-2 (contre Sochaux-Montbéliard), 1-3 (contre Metz), 2-0 (contre Sochaux-Montbéliard, Ajaccio et Saint-Etienne)
- Plus grande série de matchs en marquant au moins un but : 4 (J1 à 4 / J19 à 22 / J24 à 27)
- Plus grand série de matchs sans marquer de but : 2 (J36-37)
- Rencontre avec le plus de buts marqués par l'OM : 3 (victoires 3-0 contre Lille, 1-3 contre Toulouse, 3-1 contre Nantes et Rennes, 2-3 contre Caen, nul 3-3 contre Bordeaux)
- Rencontre avec le plus de buts encaissés par l'OM : 3 (nul 3-3 contre Bordeaux, défaites 1-3 contre Metz, 2-3 contre Caen)
- Rencontre la plus prolifique en buts : 6 (3-3 contre Bordeaux)
- Rencontre la moins prolifique : 0 (contre Lens et Auxerre)